# Ридо (канал)
Ридо (англ. The Rideau Canal или англ. Rideau Waterway, фр. Canal Rideau) — канал, соединяющий Оттаву и Кингстон. Это не только старейший постоянно действующий канал в Северной Америке (открыт в 1832 году), но и один из первых каналов мира, построенных в расчёте на паровые суда.
Канал был построен на случай войны с США и продолжает функционировать по сей день с использованием многих исходных сооружений. Строительство курировал инженер Джон Бай, чьё имя первоначально носила Оттава. Канал Ридо имеет историческое значение как материальное свидетельство завоевания северной части американского континента.
Длина канала — 202 км. При нормальном режиме работы, канал может обслуживать суда длиной до 27,4 м, шириной до 7,9 м и высотой до 6,7 м. При прохождении судов с осадкой более 1,2 м следует предварительно обращаться в бюро канала Ридо.
Летом используется в туристических целях. Шлюзы на канале открыты с середины мая по середину октября.
Каждую зиму на канале Ридо в рамках Винтерлюда оборудуется гигантский каток протяжённостью 7,8 км. Его площадь равна 90 хоккейным площадкам. В течение многих лет этот каток был самым длинным в мире и лишь недавно уступил катку в Виннипеге (Форкс).
Летом 2007 года канал внесён в Список Всемирного наследия ЮНЕСКО. При этом особенно обращено внимание на хорошую сохранность первоначальных шлюзов и прочих каналообразующих сооружений.

## История

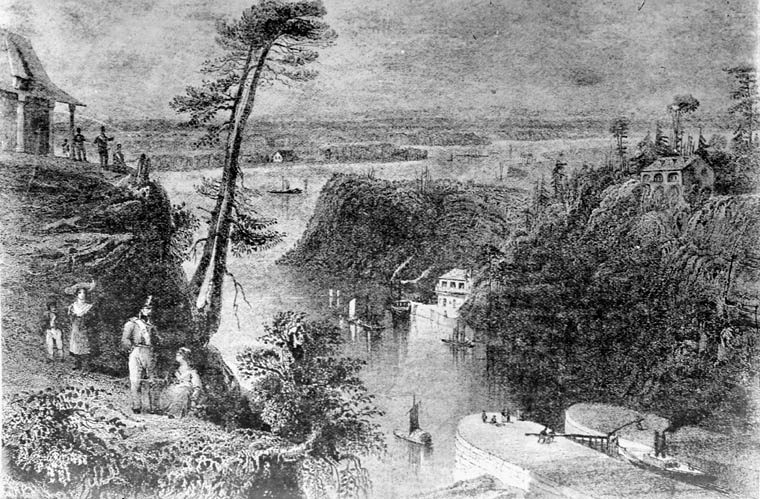
Гравюра канала Ридо

Строительство канала Ридо было превентивной военной мерой, предпринятой после сообщения о том, что Соединённые Штаты, во время войны 1812 года, намеревались вторгнуться в британскую колонию Верхняя Канада через реку Святого Лаврентия, что разорвало бы сообщение между Монреалем и Кингстоном. Британцы также построили ряд других каналов вдоль реки Оттава: Grenville, Chute-à-Blondeau, Carillon, а также ряд фортов: Citadel Hill, La Citadelle и Henry, целью которых было сдерживать любые будущие американские вторжения на канадскую территорию.
Первоначальное назначение канала Ридо было военным, так как он предназначался для обеспечения безопасного маршрута снабжения и связи между Монреалем и британской военно-морской базой в Кингстоне.

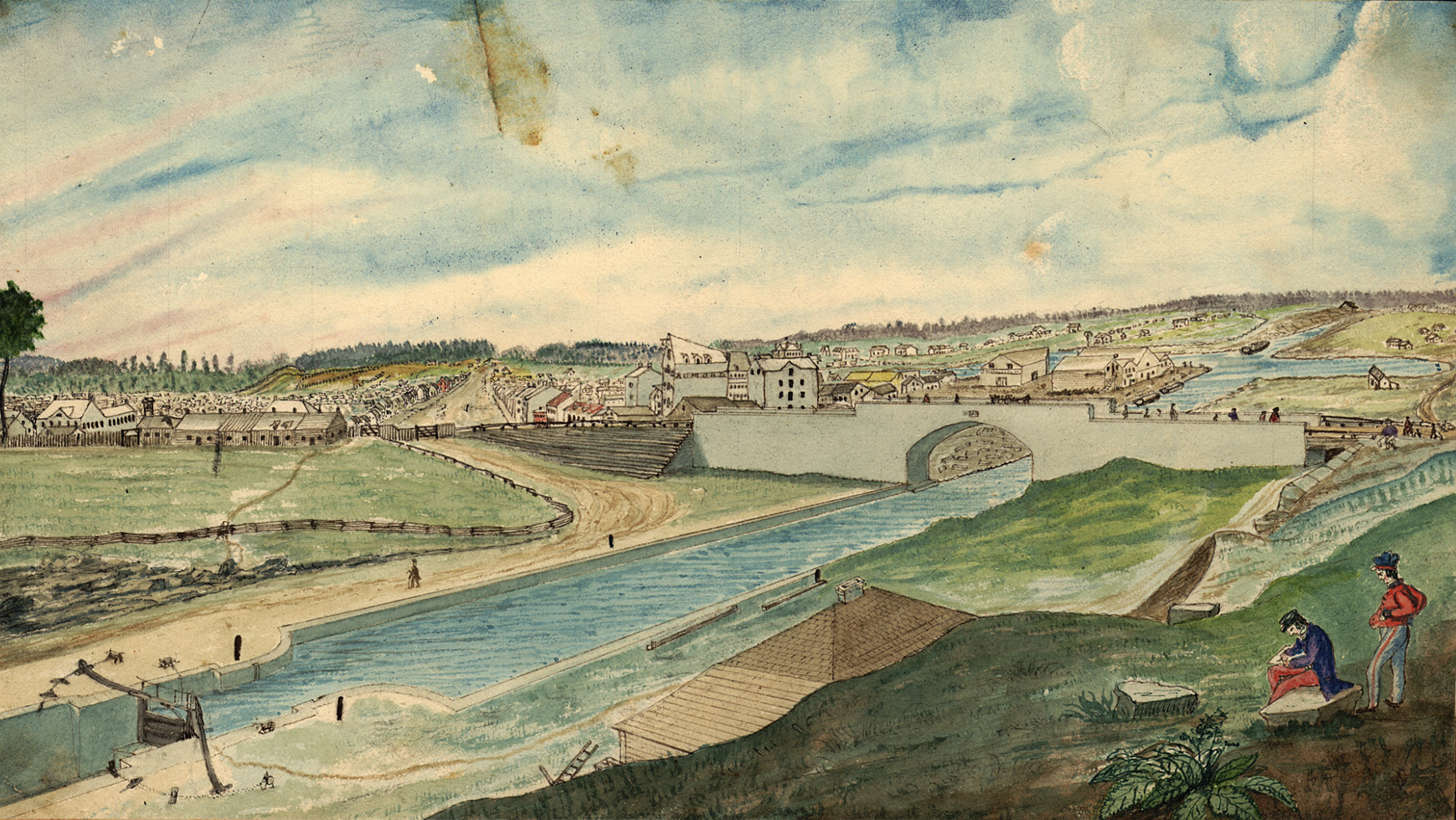
Томас Барроуз
Канал и Нижний город (1845)

Но канал также служил и в коммерческих целях; на нём было легче ориентироваться, чем на реке Святого Лаврентия, из-за отсутствия речных порогов, в результате чего канал Ридо стал оживлённой торговой артерией от Монреаля до Великих озёр. Однако к 1849 году пороги Святого Лаврентия были укрощены серией шлюзов и коммерческие логистические компании быстро перешли на этот более прямой маршрут.
Строительство канала курировал подполковник Джон Бай из королевских инженеров, а также частные подрядчики: Джон Редпат, Томас Маккей, Роберт Драммонд, Томас Филлипс, Эндрю Уайт и другие. Они отвечали за бо́льшую часть строительства, но бо́льшая часть фактической работы была сделана тысячами ирландских и франкоканадских рабочих. Полковник Джон Бай решил создать систему каналов со стоячей водой, вместо того, чтобы использовать старый метод. Это был лучший подход, поскольку он требовал меньшего количества работников, был более экономичным и его было бы легче превратить в жизнь.

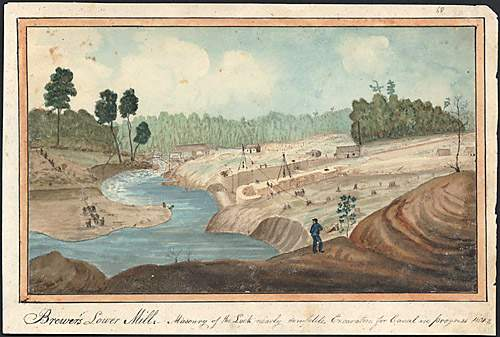
Томас Барроуз
Шлюз у Lower Brewers близится к завершению (1831)

Работы на канале начались осенью 1826 года и завершились весной 1832 года, продлившись более 5 лет. Первый полный переход по каналу был сделан на пароходе Роберта Драммонда с именем «Ридо» (он же «Пампер»). Они, с полковником Баем и его семьёй на борту, покинули Кингстон 22 мая 1832 года и прибыли в Оттаву 29 мая. Окончательная стоимость строительства канала составила 822 804 £. К тому времени все расходы, включая расходы на приобретение земли, были уже подсчитаны (январь 1834). Из-за неожиданного перерасхода средств, Джон Бай был отозван в Лондон и ушёл в отставку без всяких похвал и признания за своё огромное достижение.

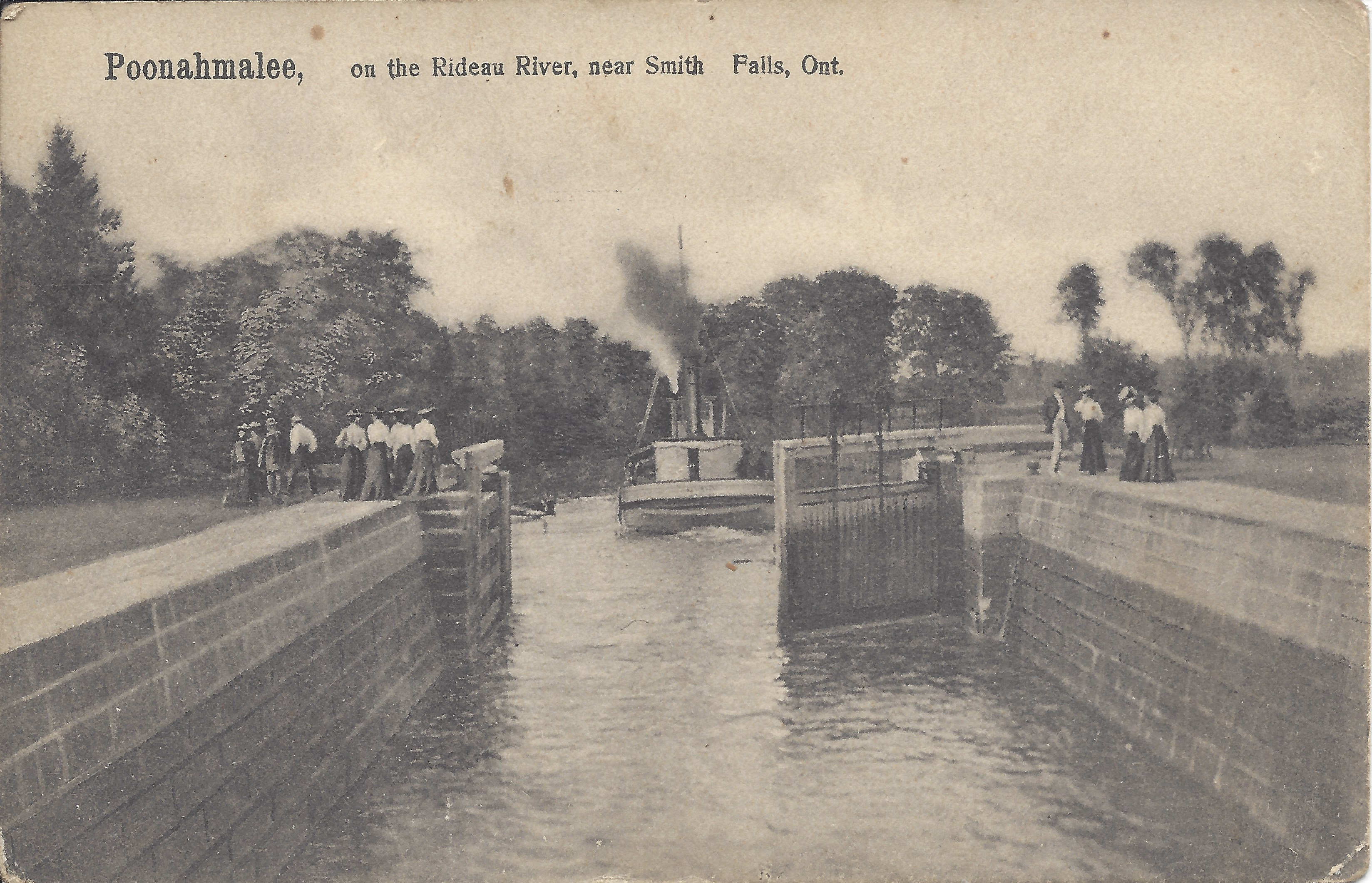
Шлюз Пунахмали, Канал Ридо, недалеко от водопада Смит, Онтарио — октябрь 1906

После того как канал был построен, между Канадой и Соединёнными Штатами больше не было военных столкновений. Хотя канал Ридо никогда не использовался в качестве военного пути снабжения, он сыграл ключевую роль в развитии Канады. До завершения строительства шлюзов на реке Святого Лаврентия, в конце 1840-х годов, канал служил основным маршрутом для иммигрантов, направляющихся на запад в верхнюю Канаду, и тяжёлых грузов (древесины, минералов, зерна) из внутренних районов Канады. В этот период по Ридо путешествовали десятки тысяч иммигрантов с Британских островов. Сотни баржных грузов ежегодно отправлялись вдоль канала, что позволяло Монреалю конкурировать на рынке с Нью-Йорком в качестве крупного североамериканского порта. Например, в 1841 году на канале Ридо стояло 19 пароходов, 3 самоходные баржи и 157 безводных, или буксирных барж.
К строительству канала было привлечено множество бедных ирландцев, которые после окончания строительства остались в городе, но не имели постоянной работы. Эти ирландцы стали активными участниками беспорядков, известных как война шайнеров.

### Смерти при строительстве
От несчастных случаев и болезней во время строительства канала умерло около тысячи рабочих. Большинство смертей происходило от осложнений малярии, распространённой в провинции Онтарио, и других заболеваний. Несчастные случаи были довольно редки для проекта такого размера. В 1827 году было зарегистрировано 7 несчастных случаев, и по каждому случаю проводилось дознание. Умерших мужчин, женщин и детей хоронили на местных кладбищах, либо на могильниках, расположенных вблизи мест работы. Существует мнение, что рабочих хоронили в безымянных могилах, но оно неверно: могилы рабочих помечали деревянными маркерами, но с временем последние сгнили, отсюда и это заблуждение.

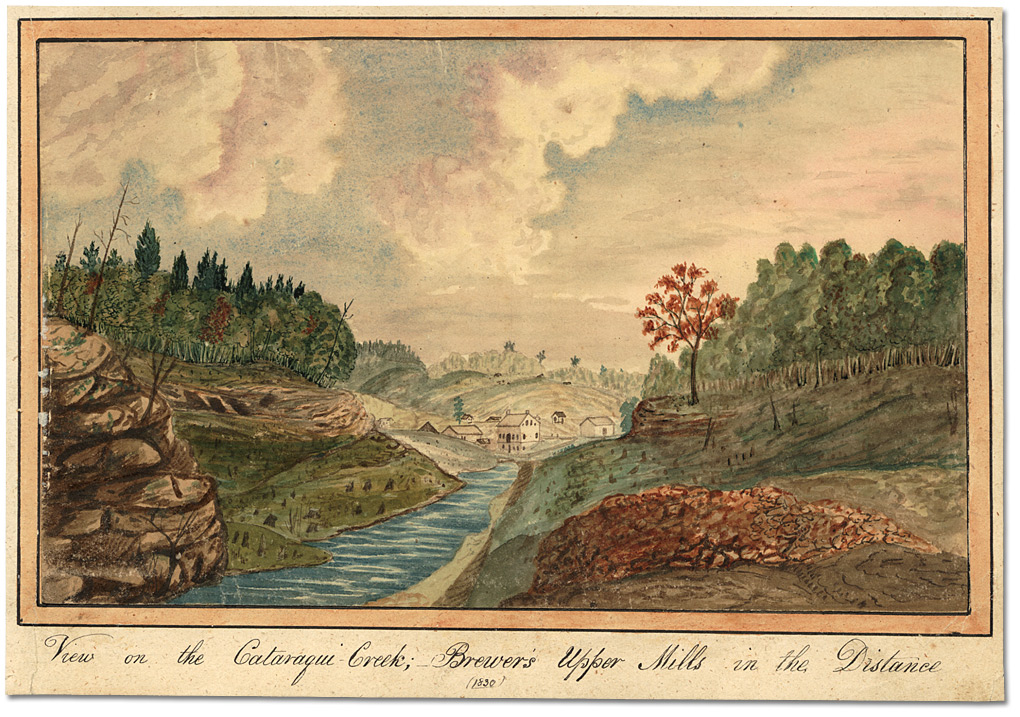
Томас Барроуз
Вид на ручей Катаракуи (1830)

Некоторые погибшие остаются неопознанными, поскольку у них не было родственников в Верхней Канаде. Вдоль канала были возведены мемориалы в память о рабочих.

### Признание
Канал Ридо стал Национальным историческим объектом Канады в 1925 году и был отмечен мемориальной доской в следующем году.
Изображения канала встречаются на почтовых марках, выпущенных Почтой Канады. В июле 1998 года, в рамках серии «Каналы и места отдыха», были выпущены две 45-ти центовые почтовые марки: «Канал Ридо, летние прогулки по воде у водопада Джонс» и «Канал Ридо, зимние прогулки на коньках». Марки были разработаны Кэри Джорджем и Дином Мартином по мотивам картин Винсента Макиндо.
В 2014 году, канал появился на 2,5 долларовой международной марке как Объект Всемирного Наследия. Тот же дизайн был повторён на марке 2016 года.

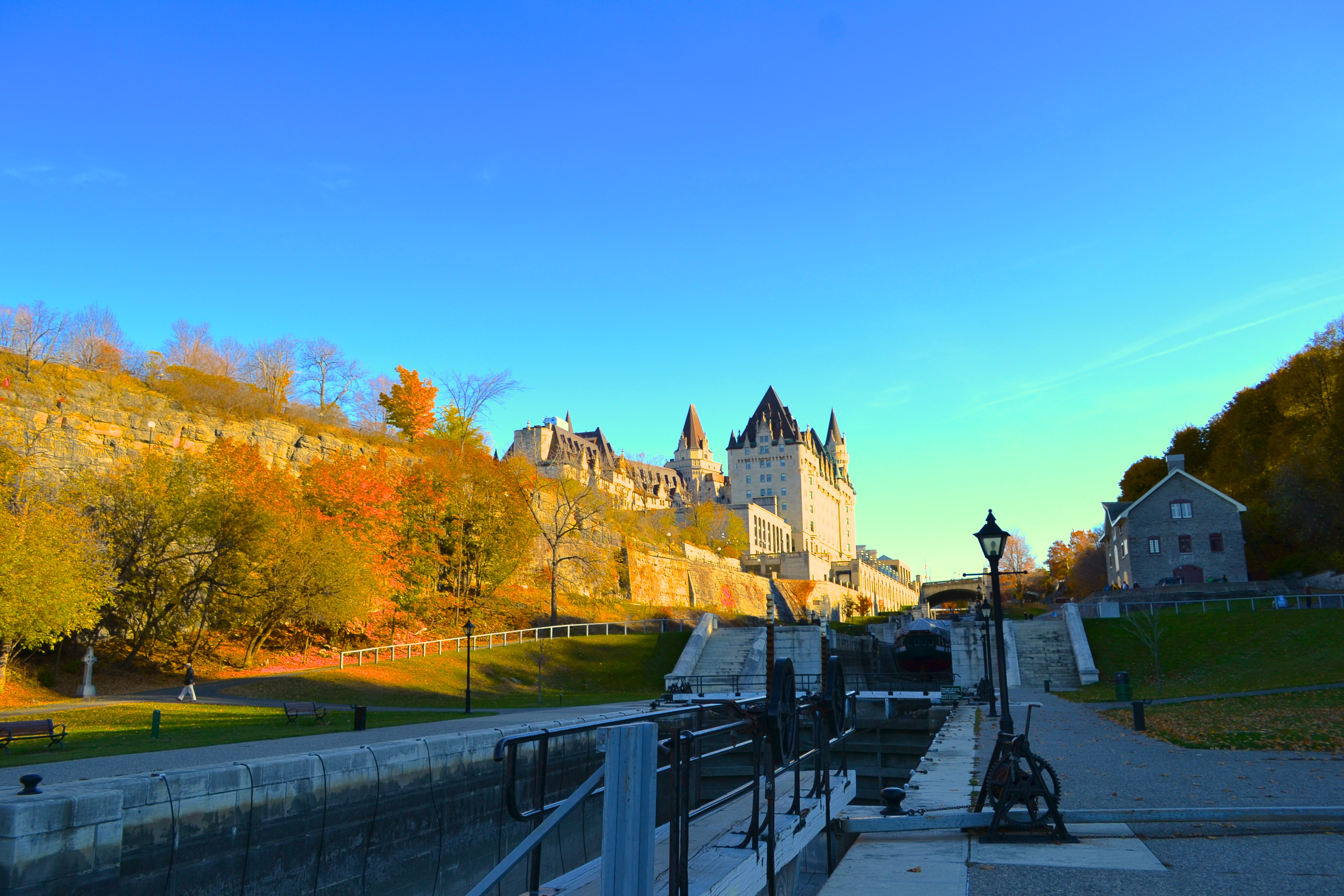
Вид на шлюз канала Ридо в Оттаве.

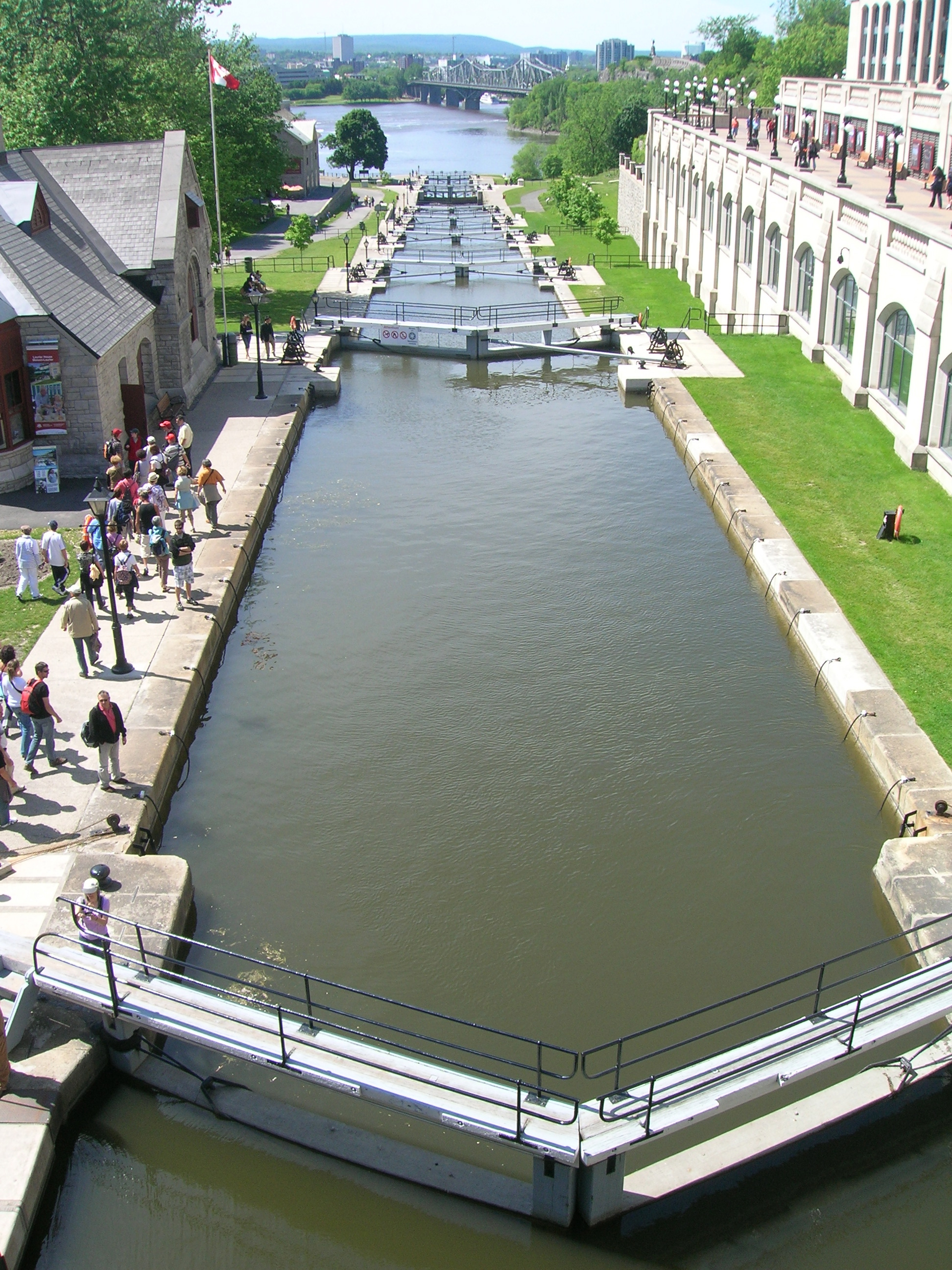
Вид на шлюзы канала с улицы Веллингтон.

В 2000 году канал Ридо был внесён в Систему охраны рек Канады в знак признания его выдающихся исторических и рекреационных ценностей.
В 2007 году он был внесен в список Всемирного наследия ЮНЕСКО, признав его произведением человеческого гения. Канал Ридо был признан самым хорошо сохранившимся примером водного канала в Северной Америке, демонстрирующего использование европейской технологии стоячей воды в больших масштабах. Это единственный канал, датируемый Великой Североамериканской эпохой строительства каналов начала 19-го века, который продолжает функционировать на своём первоначальном маршруте с неизменившейся структурой.
Мемориальная доска была установлена Советом по Археологическим и Историческим Памятникам Онтарио в память о подполковнике Джоне Бае — британском инженере, который отвечал за строительство канала Ридо.
Другие мемориальные доски, возведённые Фондом наследия Онтарио, находятся в Кингстон-Миллз, Смитс-Фоллс и Ридо-Лейкс.

## Течение
202 километра канала Ридо включают в себя участки рек Ридо и Катаракуи, а также несколько озёр, в том числе Нижнее, Верхнее и Большое озёра Ридо. Около 19 км канала были прокопаны вручную.
Вдоль канала расположены населённые пункты (с севера на юг): Оттава, Манотик, Карс, Бурриттс Рапидс, Мериквилл-Вулфорд, Смитс-Фолс, Ридо-Ферри, Портланд, Вестпорт, Ридо-Лейкс (бывший Ньюборо), Лидс и Кингстон.
После Первой мировой войны и строительства более обширных железнодорожных линий в сельских районах Онтарио, каналом Ридо пользуются только прогулочные суда. Путешествие на катере по каналу Ридо занимает от 3 до 5 дней, а сами экскурсии по каналу предлагаются в Оттаве, Кингстоне, Мерриквилле и Чаффи-Локе. Большинство шлюзов до сих пор открываются вручную. Всего на канале сооружены 45 шлюзов у 23 станций и 2 шлюза у вход в канал Тай. Ридо является домом для многих видов птиц, рептилий, амфибий, млекопитающих и рыб.

### Блокгаузы
Четыре блокгауза были построены с 1826 по 1832 год под контролем британских сил, чтобы обеспечить защиту канала:
- блокгауз в Мерриквилле — использовался редко во время восстаний 1837 года, а в 1960 году был восстановлен как музей[25];
- блокгауз в Кингстон-Миллс — использовался в 1837—1838 годах и был восстановлен к 1960 году[26];
- блокгауз в Ньюборо — использовался в 1830-х годах и был восстановлен к 1960 году[27];
- блокгауз в Ридо — построен Уильямом Х. Тейтом, использовался в 1830-х годах и восстановлен к 1970 году[28].

Пятый блокгауз в Бурриттс-Рапидс был частично построен в 1832 году до того, как работы были остановлены: завершили только фундамент и стены; затем работы были восстановлены в 1914—1915 годах.

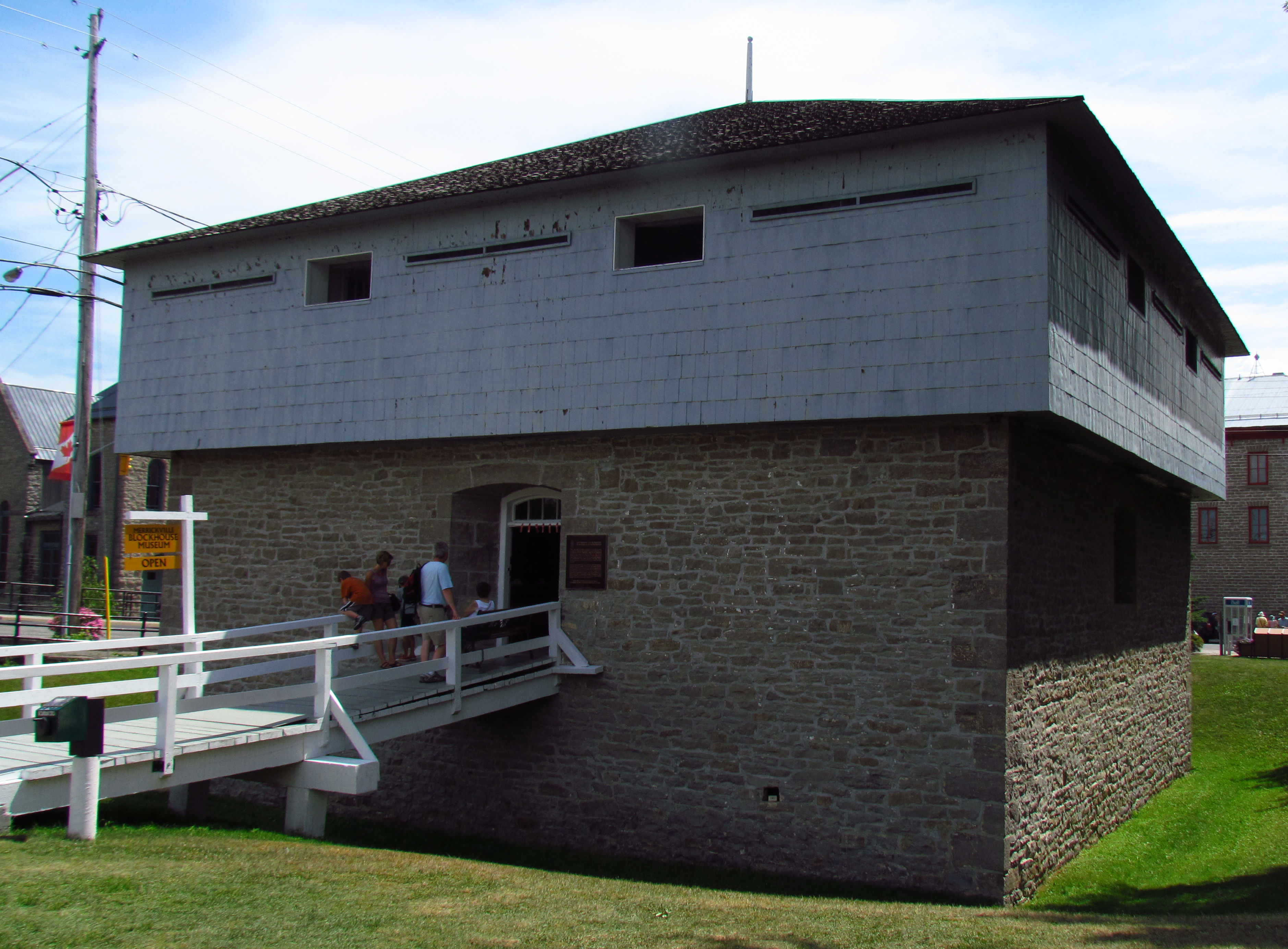
Блокгауз в Мерриквилле
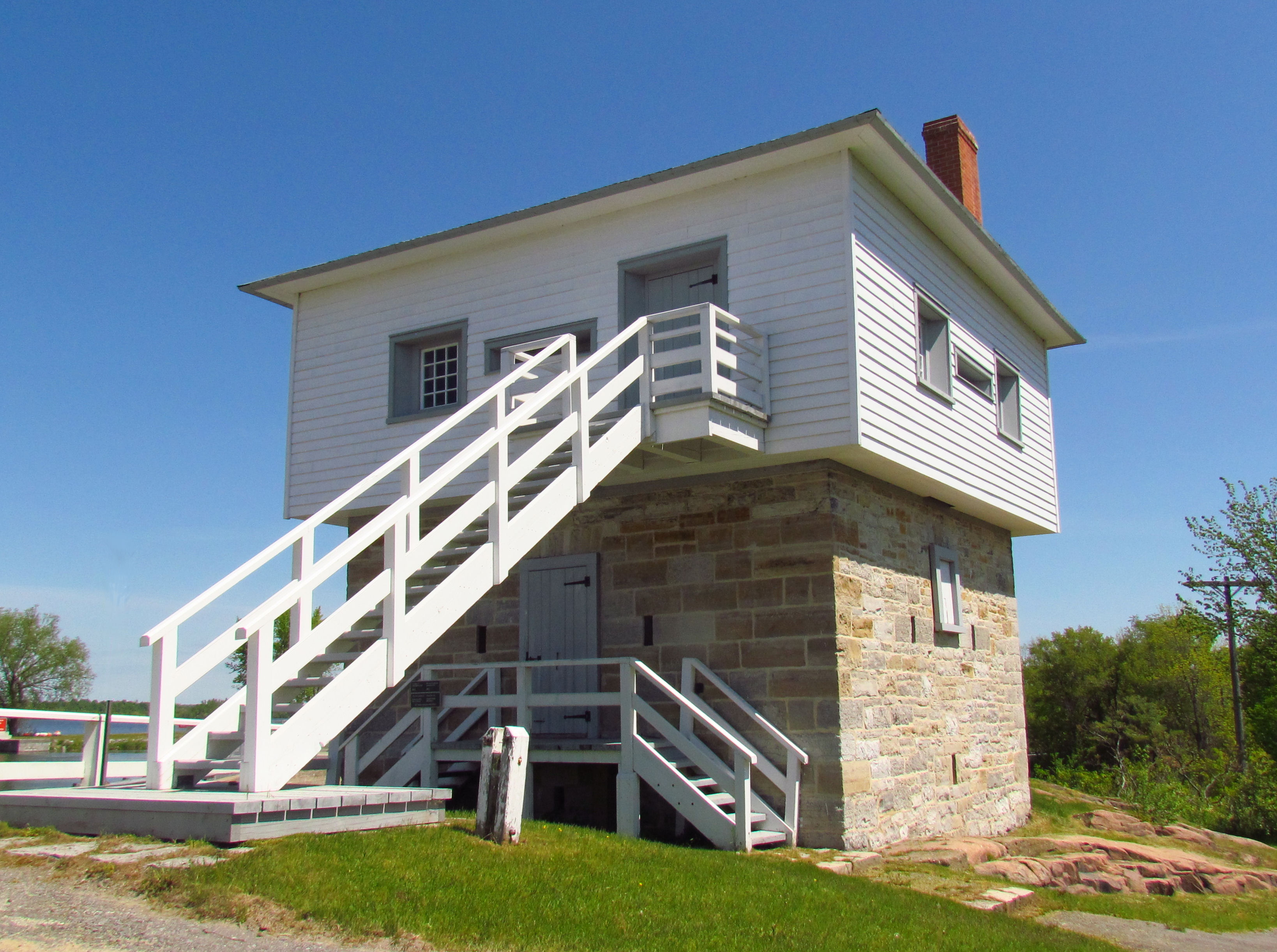
Блокгауз в Кингстон-Миллс
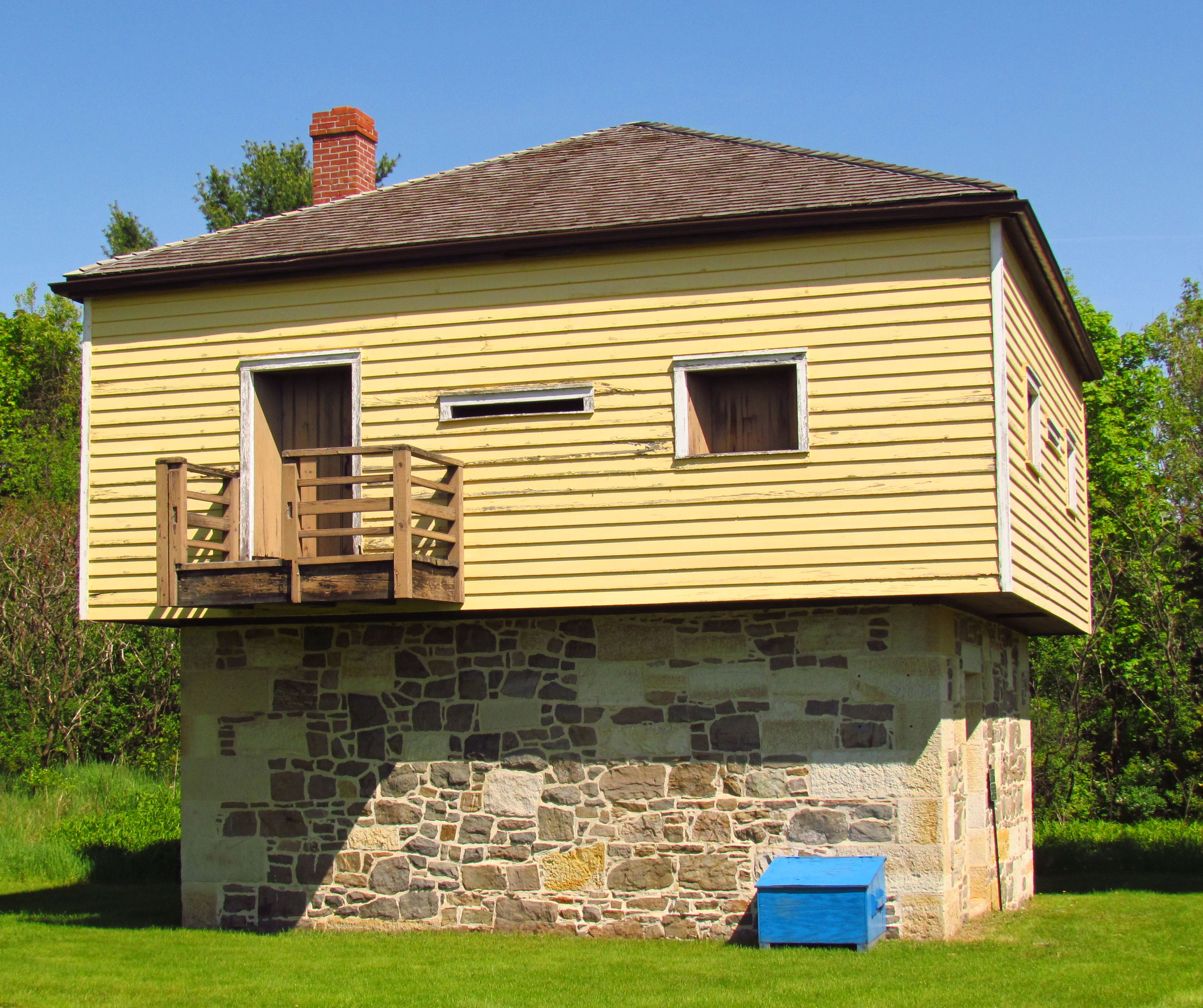
Блокгауз в Ньюборо
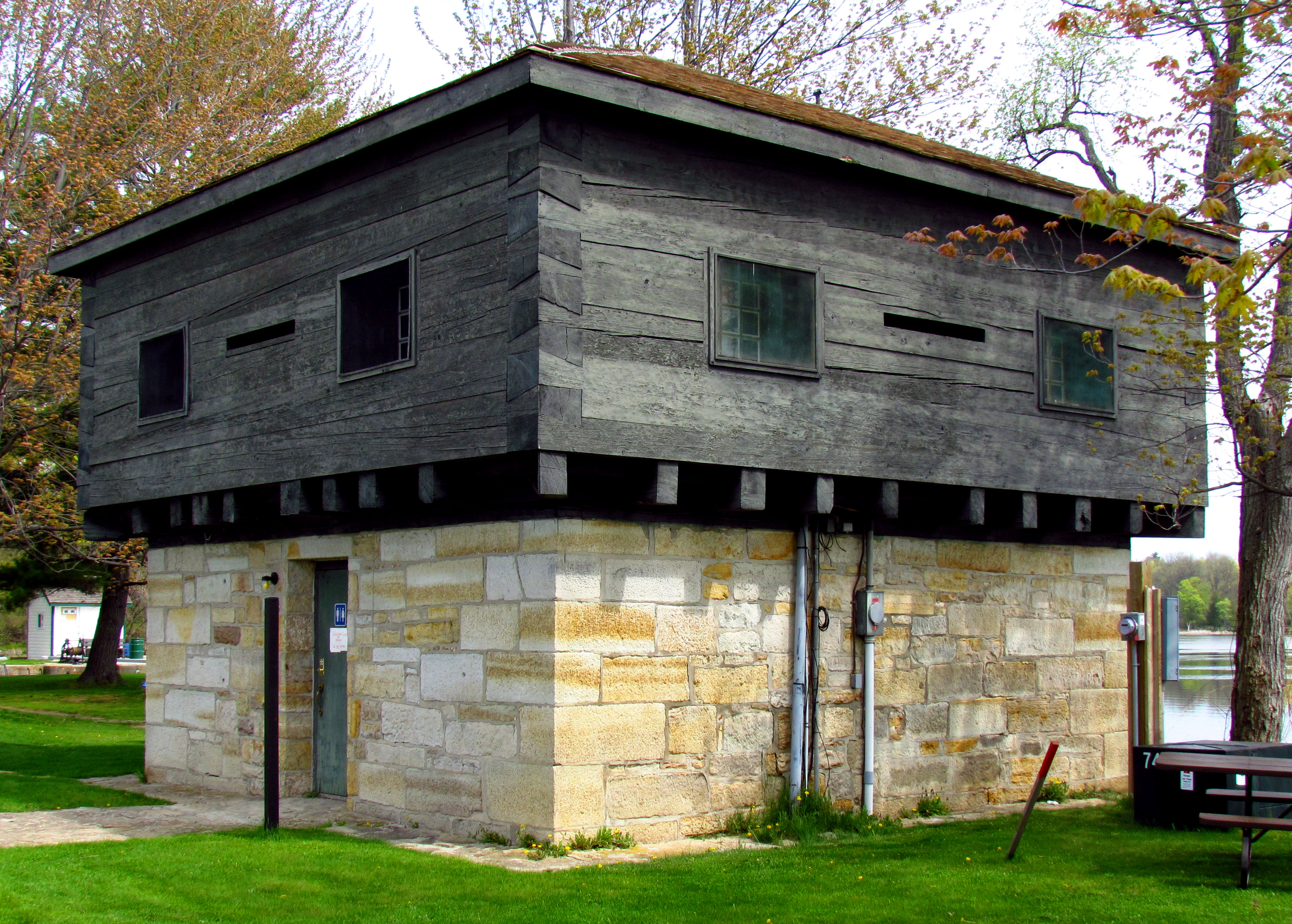
Блокгауз в Ридо

## Зимние развлечения
Зимой участок канала Ридо, проходящий через центральную Оттаву, официально становится крупнейшим и вторым по протяженности катком в мире. Расчищенная длина составляет 7,8 км и эквивалентна площади поверхности 90 олимпийских хоккейных катков. Каток проходит от замков Хартвелла в Карлтонском университете до замков между Парламентским холмом и Шато-Лорье, включая озеро Доу между ними. Он служит популярной туристической достопримечательностью и зоной отдыха, а также центром фестиваля Винтерлюдия в Оттаве. В январе 2008 года Виннипег установил рекорд самого длинного в мире катка длиной 8,54 км, но тот был шириной всего 2-3 метра на реке Ассинибойн и Ред-Ривер в Форксе. В ответ канал Ридо был переименован в «Самый большой в мире каток». Конькобежный канал был добавлен в Книгу рекордов Гиннесса в 2005 году за то, что он является крупнейшим естественным ледовым катком в мире.
Каток открыт 24 часа в сутки. Продолжительность сезона зависит от погоды, но обычно Конькобежный канал открывается в январе и закрывается в марте В 1971—1972 годах был поставлен рекорд по длительности сезона катания на коньках: 90 дней. В 2015—2016 годах был самый короткий сезон: всего 34 дней (и только 18 из них — конькобежные).
| Сезон | Дата открытия    | Дата закрытия    | Кол-во дней          |
| ----- | ---------------- | ---------------- | -------------------- |
| 49-й  | Декабрь 30, 2018 |                  |                      |
| 48-й  | Январь 5, 2018   | Февраль 21, 2018 | 35                   |
| 47-й  | Январь 14, 2017  | Февраль 18, 2017 | 25                   |
| 46-й  | Январь 23, 2016  | Февраль 25, 2016 | 18                   |
| 45-й  | Январь 10, 2015  | Март 9, 2015     | 59                   |
| 44-й  | Декабрь 31, 2013 | Март 11, 2014    | 58                   |
| 43-й  | Январь 18, 2013  | Февраль 28, 2013 | 38                   |
| 42-й  | Январь 15, 2012  | Февраль 22, 2012 | 26                   |
| 41-й  | Январь 8, 2011   | Март 6, 2011     | 53                   |
| 40-й  | Январь 14, 2010  | Февраль 26, 2010 | 36                   |
| 39-й  | Январь 1, 2009   | Март 5, 2009     | 58                   |
| 38-й  | Январь 25, 2008  | Март 5, 2008     | 34                   |
| 37-й  | Январь 26, 2007  | Март 12, 2007    | 45                   |
| 36-й  | Январь 7, 2006   | Март 10, 2006    | 39                   |
| 35-й  | Декабрь 28, 2004 | Март 16, 2005    | 66                   |
| 34-й  | Январь 14, 2004  | Февраль 28, 2004 | 46                   |
| 33-й  | Январь 3, 2003   | Март 16, 2003    | 66                   |
| 32-й  | Февраль 2, 2002  | Март 8, 2002     | 26                   |
| 31-й  | Декабрь 29, 2000 | Март 9, 2001     | 69                   |
| 30-й  | Декабрь 31, 1999 | Февраль 23, 2000 | [ 39 ] [ 40 ]        |
| 29-й  | Январь 2, 1999   | Март 16, 1999    | [ 41 ] [ 42 ]        |
| 28-й  | Декабрь 21, 1997 | Март 2, 1998     | 46                   |
| 27-й  | Январь 12, 1997  | Март 22, 1997    | 57                   |
| 26-й  | Январь 1, 1996   | Февраль 23, 1996 | 47                   |
| 25-й  | Январь 1, 1995   | Март 9, 1995     | 50                   |
| 24-й  | Декабрь 30, 1993 | Март 11, 1994    | [ 50 ] [ 51 ]        |
| 23-й  | Декабрь 29, 1992 | Март 1, 1993     | [ 52 ] [ 53 ]        |
| 22-й  | Декабрь 28, 1991 | Март 6, 1992     | [ 54 ]               |
| 21-й  | Январь 4, 1991   | Март 2, 1991     | [ 55 ]               |
| 20-й  | Декабрь 24, 1989 | Февраль 22, 1990 | [ 56 ]               |
| 19-й  | Декабрь 23, 1988 | Март 14, 1989    | [ 57 ] [ 58 ]        |
| 18-й  | Январь 4, 1988   | Март 7, 1988     | [ 59 ] [ 60 ]        |
| 17-й  | Январь 7, 1987   | Март 2, 1987     | [ 60 ]               |
| 16-й  | Декабрь 27, 1985 | Февраль 23, 1986 | [ 61 ] [ 62 ]        |
| 15-й  | Январь 4, 1985   | Февраль 22, 1985 | [ 63 ] [ 64 ]        |
| 14-й  | Декабрь 25, 1983 | Февраль 17, 1984 | [ 65 ] [ 66 ] [ 67 ] |
| 13-й  | Январь 2, 1983   | Февраль 14, 1983 | [ 68 ] [ 69 ]        |
| 12-й  | Декабрь 27, 1981 | Февраль 21, 1982 | [ 70 ] [ 71 ]        |
| 11-й  | Декабрь 18, 1980 | Февраль 17, 1981 | [ 72 ]               |
| 10-й  | Январь 1, 1980   | Февраль 22, 1980 | 43                   |
| 9-й   | Январь 5, 1979   | Февраль 23, 1979 | [ 75 ]               |
| 8-й   | Декабрь 29, 1977 | Март 9, 1978     | [ 76 ] [ 77 ]        |
| 7-й   | Декабрь 14, 1976 | Февраль 27, 1977 | 45                   |
| 6-й   | Декабрь 20, 1975 | Февраль 26, 1976 | [ 78 ] [ 79 ]        |
| 5-й   | Декабрь 31, 1974 | Февраль 28, 1975 | [ 80 ]               |
| 4-й   | Январь 1, 1974   | Февраль 28, 1974 | [ 81 ] [ 82 ]        |
| 3-й   | Декабрь 25, 1972 | 1973             | 45                   |
| 2-й   | Декабрь 26, 1971 | Март 25, 1972    | [ 84 ]               |
| 1-й   | Январь 18, 1971  | Февраль 26, 1971 |                      |

Хотя некоторые жители Оттавы уже использовали канал таким образом в течение многих лет, Ридо превратился в официальный каток лишь с 1970 года Сегодня каток имеет оборудование для заливки льда и собственные ремонтные бригады, его посещают около миллиона раз в год.

### Подготовка и обслуживание
Подготовка к Винтерлюдии начинается уже в середине октября. В конце лодочного сезона вода сливается в шлюзы, после чего на берегах канала устанавливают палатки, пандусы и прочую инфраструктуру. Далее, воду в шлюзах поднимают до нужного «конькового» уровня, после чего идёт установка всех первостепенно важных объектов, таких как лестницы, и подводятся трубы и электричество. Вода в шлюзах замерзает и становится прекрасным катком. Когда канал набирает достаточную толщину льда, с его поверхности убирают снег и заливают водой, чтобы получить более крепкую и гладкую поверхность. Получившийся лёд проверяют на прочность и толщину с помощью тестов. Если лёд проходит все тесты, канал Ридо открывается на коньковый сезон.
Каток на канале Ридо поддерживается НСК (Национальная столичная комиссия). Лёд поддерживается и полируется командой рабочих 24 часа в день и 7 дней в неделю, а по ночам каток снова заливают водой, дабы убрать все трещины с поверхности.
На катке Ридо могут образовываться два вида льда: «белый лёд» и «чистый лёд». «Белый лёд» появляется при смешивании снега с водой при замерзании, но его также обрабатывают и заливают водой сверху, для придачи прочности. Другой тип льда назван именно так из-за полного замерзания чистой воды, без присутствия снега.
Поверхность льда характеризуется как: очень хорошая, хорошая, приемлемая и плохая. Лёд оценивается НСК дважды в день. Идеальные (очень хорошие) условия означают, что лёд очень твёрдый и прочный, а поверхность льда чистая и гладкая.